# Liste der Naturdenkmale in Trebsen/Mulde

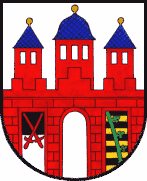
Wappen von Trebsen

Lage von Trebsen

In der Liste der Naturdenkmale in Trebsen/Mulde werden die Einzel-Naturdenkmale, Geotope und Flächennaturdenkmale in der Gemeinde Trebsen/Mulde im Landkreis Leipzig und seinen Ortsteilen Altenhain, Neichen und Seelingstädt aufgeführt.
Bisher sind laut der angegebenen Quellen 4 Einzel-Naturdenkmale, 0 Geotope und 7 Flächennaturdenkmale bekannt und hier aufgelistet.
Die Angaben der Liste basieren auf Daten der Bekanntmachungsseite des Landkreises und den Daten auf dem Geoportal des Landkreises Leipzig.

## Definition
„Gesetz über Naturschutz und Landschaftspflege (BNatSchG), § 28 Naturdenkmäler:
 Naturdenkmäler sind rechtsverbindlich festgesetzte Einzelschöpfungen der Natur oder entsprechende Flächen bis zu fünf Hektar, deren besonderer Schutz erforderlich ist
1. aus wissenschaftlichen, naturgeschichtlichen oder landeskundlichen Gründen oder
2. wegen ihrer Seltenheit, Eigenart oder Schönheit.“

„SächsNatSchG, § 18 Naturdenkmäler (zu § 28 BNatSchG):
1. Die Erklärung nach § 22 Abs. 1 BNatSchG von Teilen von Natur und Landschaft als Naturdenkmal erfolgt durch Rechtsverordnung oder Einzelanordnung.
2. Über § 28 Abs. 1 BNatSchG hinaus können Naturdenkmäler zur Sicherung von Lebensgemeinschaften oder Lebensstätten von im Bestand gefährdeten oder streng geschützten Arten festgesetzt werden.“

## Legende
- Bild: zeigt ein vorhandenes Foto des Naturdenkmals.
- ND/GEO/FND-Nr: zeigt die jeweilige Nr. des Objekts – ND (Einzel-)Naturdenkmal, GEO Geotope oder FND (Flächennaturdenkmal)
- Beschreibung: beschreibt das Objekt näher
- Koordinaten: zeigt die Lage auf der Karte
- Quelle: Link zur Referenzquelle

## (Einzel-)Naturdenkmale (ND)
| Bild           | ND-Nr. | Ortsteil  | Alter  | Beschreibung                                           | Koordinaten                                     | Quellen                       |
| -------------- | ------ | --------- | ------ | ------------------------------------------------------ | ----------------------------------------------- | ----------------------------- |
| Weitere Bilder | ND 119 | Altenhain | unbek. | Platane auf dem Kirchhof                               | 51° 17′ 33″ N, 12° 41′ 51″ O (Flurstück-Nr. 7)  | SG Naturschutz: VO 2013-09-03 |
| Weitere Bilder | ND 120 | Trebsen   | unbek. | Linde auf dem Kirchhof (Pfarrgasse 7) in Trebsen/Mulde | 51° 17′ 21″ N, 12° 45′ 20″ O (Flurstück-Nr. 1)  | SG Naturschutz: VO 2013-09-03 |
| Weitere Bilder | ND 121 | Trebsen   | unbek. | Buche auf dem Schlosshof von Schloss Trebsen           | 51° 17′ 29″ N, 12° 45′ 25″ O (Flurstück-Nr. 54) | SG Naturschutz: VO 2013-09-03 |
| Weitere Bilder | ND 122 | Trebsen   | unbek. | Platane auf dem Schlosshof von Schloss Trebsen         | 51° 17′ 29″ N, 12° 45′ 27″ O (Flurstück-Nr. 54) | SG Naturschutz: VO 2013-09-03 |

## Flächennaturdenkmale
| Bild           | FND-Nr.  | Name                                       | Beschreibung | Verordnet  | Fläche          | Koordinaten                  | Quellen                          |
| -------------- | -------- | ------------------------------------------ | --- | ---------- | --------------- | ---------------------------- | -------------------------------- |
| Weitere Bilder | l_la: 32 | Biberschutzgebiet Mutzschener Wasser-Mulde | Feuchtbiotop an der Muldemündung des Mutzschener Wasser gegenüber Schloss Trebsen                                                                                     | 03.03.1982 | 23391 m²        | 51° 17′ 32″ N, 12° 45′ 34″ O | Beschluss RdK Grimma 483/VIII/82 |
| Weitere Bilder | l_la: 36 | Weinberg Walzig                            | Waldbiotop am Weinberg-Hügel nördlich von Trebsen/Mulde | 03.03.1982 | 20565 m²        | 51° 17′ 45″ N, 12° 44′ 45″ O | Beschluss RdK Grimma 483/VIII/82 |
| Weitere Bilder | l_la: 37 | Lindendamm am Gabelteich                   | Uferbiotope nordwestlich von Trebsen/Mulde an den Gabelteichen und dem Zwischenlauf am Trebsener Wasser (umfasst auch die Stauteiche - Kleiner und Großer Gabelteich) | 03.03.1982 | 28990 m² (zus.) | 51° 17′ 29″ N, 12° 44′ 25″ O | Beschluss RdK Grimma 483/VIII/82 |
| Weitere Bilder | l_la: 38 | Erlenbruch Herthasee                       | Feucht- und Sumpfwiese westlich des Herthasee am Kranichbach | 03.03.1982 | 27262 m²        | 51° 16′ 53″ N, 12° 44′ 16″ O | Beschluss RdK Grimma 483/VIII/82 |
| Weitere Bilder | l_la: 39 | Herthasee Trebsen                          | West- und Südwestufer - südwestlich von Trebsen, fließt ab in den Kranichbach                                                                                         | 03.03.1982 | 39362 m²        | 51° 16′ 51″ N, 12° 44′ 24″ O | Beschluss RdK Grimma 483/VIII/82 |
| Weitere Bilder | l_la: 46 | Auewald Mutzschener Wasser                 | Flussbiotop am Mutzschener Wasser nordöstlich Neichen | 03.03.1982 | 35106 m²        | 51° 17′ 29″ N, 12° 46′ 47″ O | Beschluss RdK Grimma 483/VIII/82 |
| Weitere Bilder | l_la: 56 | Stabsteich                                 | Uferbiotop am Stauteich des Kranichbach westlich von Trebsen | 03.03.1982 | 11872 m²        | 51° 16′ 43″ N, 12° 43′ 57″ O | Beschluss RdK Grimma 483/VIII/82 |